# Larry Porter
Lawrence „Larry“ Stephen Porter (* 1. September 1951 in Cleveland, Ohio) ist ein amerikanischer Jazzmusiker und Komponist.

## Leben und Wirken
Porter hatte ab dem sechsten Lebensjahr Klavierunterricht. Er begann sein Studium an der „Eastman School of Music“ in Rochester, New York und setzte es am Berklee College of Music fort, wo er 1971 mit Tom van der Geld die Gruppe „Children at Play“ gründete. Zwischen 1973 und 1976 ließ er sich in Deutschland nieder und arbeitete u. a. mit Bobby Jones, Volker Kriegel, Kai Winding, Mel Lewis, Günter Lenz und „Head, Heart & Hands“. Zusammen mit Frank St. Peter und Alex Bally leitete er die Gruppe Music Community, in der auch Lee Harper, Leszek Zadlo, Rudi Fuesers und Hermann Breuer spielten und mit der er an zahlreichen Jazzfestivals in Europa teilnahm. Auf einer Studienreise durch Indien und Afghanistan lernte er das Spiel der Sarod bzw. bei Mohammad Omar der Rubab. Anschließend war er bis 1980 in New York City sowohl im Jazzbereich tätig als auch mit indischen Musikern oder als Begleiter von Merce Cunningham und anderen Tänzern. 
Ab 1981 lebte er in München und arbeitete mit Bobby Stern, Frank St. Peter, Airto Moreira, Albert Mangelsdorff, Heinz Sauer und Sal Nistico. Nach einem Aufenthalt in Spanien, wo er Seminare mit Thad Jones gab, leitete er ab 1984 gemeinsam mit Allan Praskin ein Quartett, das auch Alben wie zunächst „First Date“ (1984) und „Acoustic Music“ (1985) vorlegte. Daneben trat er auch im Trio mit Detlev Beier und Thomas Cremer auf. Von 1986 bis 1988 begleitete er weiterhin auf mehreren Tourneen Chet Baker, zwischen 1988 und 1992 war er mit der Band von Art Farmer unterwegs, 1991/92 mit Archie Shepp sowie mit Marty Cook und Monty Waters. Von 1994 bis 2000 arbeitete er wieder in New York. Seither lebt und arbeitet Porter in Berlin, wo er im Trio mit Johannes Fink und Oliver Steidle (CD „Circle is unbroken“) und im Quartett mit Wilson de Oliveira, aber auch im „Christian Grabandt Quintett“ auftritt.
Außerdem spielte Porter auch mit Hannibal Marvin Peterson, Embryo, Benny Bailey, Leo Wright, Al Cohn, Jim Pepper, Sheila Jordan, Jay Clayton, Rachel Gould und Evgenia Kharitonova. 
Porter spielte auch ein Album mit traditionell-afghanischer Musik ein („The Magical Rebab of Larry Porter“). Weiterhin komponierte er ein Streichquartett (1989) und eine Ballettmusik (1991). 2004 schrieb er für die Hornisten der Berliner Philharmoniker die „Kind of Jazz Suite“.

## Preise und Auszeichnungen
Für seine Komposition „Vergänglichkeit“ nach Hermann Hesse, die er für Chor und Jazztrio schuf, wurde er 1990 in Köln mit einem ersten Preis für Chorkomposition ausgezeichnet. 1992 erhielt er den Jazzpreis der Stadt München.

## Lexigraphische Einträge
- Martin Kunzler: Jazz-Lexikon. Band 2: M–Z (= rororo-Sachbuch. Bd. 16513). 2. Auflage. Rowohlt, Reinbek bei Hamburg 2004, ISBN 3-499-16513-9.